# Olivier Bourg
Olivier Bourg, né le 2 avril 1980 à Montélimar, dans le département de la Drôme, est un animateur, comédien, humoriste et vidéaste Web français.
Il s'est notamment illustré dans les canulars téléphoniques « Le Coup de Bourg » et ses caméras cachées « Le Compte à Re-Bourg » en piégeant plus de 500 personnalités du monde politique ou médiatique français.
Il est actuellement[Quand ?] Piégeur de Stars.

## Radio
En 2005, il réalise des défis dans la rue, des micros cachés et ses premiers canulars téléphoniques dans l'émission de libre antenne « Le Pato Show » sur Radio Scoop. La même année, il embarque à bord d'un Hummer pour réaliser d'autres défis, sketchs et jeux avec les auditeurs de la radio Vibration.
En 2006, il réalise des canulars téléphoniques sur la radio Rire et Chansons en faisant partie de la matinale de Philippe Llado "Comment ça vanne aujourd'hui ?" aux côtés de Jérôme Commandeur, Vincent Mcdoom et Arnaud Ducret. 
En 2007, Olivier Bourg dit « Le Cono » est coanimateur au côté de Pato dans l'émission Les Zappeurs de Sud Radio tous les jours de 14 h à 17 h. L'actualité, la télévision et internet sont tournés en dérision avec ses canulars téléphoniques, parodies et chansons. Ses premiers pièges de stars comme le footballeur Jean-Pierre Papin et l'animatrice Valérie Damidot font le buzz et sont publiés dans le magazine Entrevue.
En 2009, il rejoint la matinale de Bruno Guillon sur Virgin Radio où il piège une star par jour à 6 h 05 et 8 h 05 dans sa chronique « Le Coup de Bourg ».
En deux ans, il piège plus de 250 célébrités sur Virgin Radio et fait le buzz notamment en piégeant le président de l'Olympique de Marseille Jean-Claude Dassier, Benjamin Castaldi en direct dans l'émission Secret Story, le commentateur sportif Lionel Chamoulaud en direct pendant Roland Garros, le cycliste Richard Virenque, l'humoriste et activiste pour la cause animale Rémi Gaillard, la journaliste Mélissa Theuriau, l'humoriste Eric Judor, Loana, l'acteur Gilbert Melki, Roger Carel, l'acteur Didier Bourdon, le DJ Martin Solveig, l'homme d'affaires Bernard Tapie (deux fois), les frères Igor et Grichka Bogdanoff, la femme politique Nadine Morano (deux fois), l'homme politique Arnaud Montebourg et le gagnant de la quatrième saison de Secret Story, Benoît Dubois.
Beaucoup de ses canulars ont été rediffusés sur les radios RMC et Europe 1 et publiés dans les journaux tels que L'Équipe, Le Dauphiné libéré, Midi libre, La Provence, Le Parisien, ou les magazines Closer, Voici, Public, FHM et Entrevue, les sites internet de l’actualité médiatique tels que le blog de Jean-Marc Morandini, PureMédias, Télé Loisirs, Le Figaro Magazine, Télé 7 jours, Télé Star, Melty et Jeuxvideo.com. Le piège tendu à Benoît Dubois est diffusé dans l'émission de Jean-Marc Morandini sur C8[source secondaire souhaitée].
En 2011, il rejoint l'émission « La Tribu avec Evan » sur Fun Radio Belgique où tous les jours à 18 h 30, il continue de piéger des vedettes et aussi les anonymes toujours avec sa chronique « Le Coup de Bourg » également diffusée sur Rouge FM (Suisse) à 7 h dans la matinale « Rouge Café » et à 18 h 40 dans l'émission 240 Minutes Chrono[source secondaire souhaitée].
Lors de l'élection présidentielle de 2012, il fait une nouvelle fois le buzz en piégeant le futur Président de la République François Hollande et le candidat du Front de gauche Jean-Luc Mélenchon sur Fun Radio Belgique. Ces deux canulars font la une des journaux en Belgique La Capitale, La Meuse, Nord Éclair, sur les sites internet français des journaux, magazines people et actu média tels que Le Parisien, L'Express, Le Nouvel observateur, Le Dauphiné libéré, Midi libre, La Provence, Closer, Voici, Public et Entrevue, PureMédias, Télé Loisirs, Le Figaro Magazine, Télé 7 jours, Télé Star, Melty et Jeuxvideo.com. Ils seront enfin rediffusés dans les émissions matinales d'Europe 1, France Inter ainsi que dans l'émission « On va s'gêner » de Laurent Ruquier et « Le Grand Direct des médias » de Jean-Marc Morandini.
En 2012, il rejoint l'émission La libre antenne de Karel sur Fun Radio. Il continue de faire le buzz en piégeant la journaliste Valérie Trierweiler, le joueur de football Mathieu Valbuena en plein championnat d'Europe de football, le mannequin Baptiste Giabiconi, le judoka champion du monde Teddy Riner, le chanteur Florent Pagny[source insuffisante], le joueur de football Olivier Giroud, l'homme politique Manuel Valls. Tous ses pièges feront particulièrement le buzz sur les sites internet français des journaux, magazines people et actu média. Ils seront aussi rediffusés dans les émissions sportives d'Europe 1  et RMC. Le piège de Baptiste Giabiconi sera notamment diffusé dans l'émission de Cyril Hanouna Touche pas à mon poste ! sur C8.
En 2013, il se consacre à son premier One-man-show intitulé « Le Coup de Bourg », ce qui ne l’empêche pas de reprendre de temps en temps le micro, comme le 10 avril 2014, pour piéger et tester Nabilla Benattia et son compagnon Thomas Vergara (Ils péteront complètement les plombs et insulteront Olivier Bourg). Le canular est diffusé en exclu dans l'émission Le Morning de Difool sur Skyrock et fait la une des infos, des magazines people et des sites internet de l'actu média. Olivier Bourg sera pris à partie par le frère de Nabilla, Tarek Benattia sur les réseaux sociaux et sera accusé de sexisme envers les femmes dans les commentaires de la vidéo diffusée sur YouTube. En effet, dans ce piège Olivier se fait passer pour l'assistant de l'animateur et producteur de télévision Frédéric Lopez et propose à Nabilla Benattia de coucher avec ce dernier si elle veut participer à l'émission Rendez-vous en terre inconnue. Le trublion se justifiera dans le magazine Le Nouvel Observateur, dans le magazine Closer et sur la chaîne Non Stop People !, en expliquant qu'il n'est pas sexiste, et qu'il avait déjà fait la même chose avec un garçon : Benoît Dubois de Secret Story, à qui il avait proposé d'être chroniqueur chez Laurent Ruquier. Même scénario, même rendez-vous à l'hôtel Costes. Lui aussi avait refusé de « coucher pour réussir ». 

## Télévision / Vidéo
En 2007, il réalise avec l'animateur et auteur Grégory Vacher (« Bruno dans la radio » sur Fun Radio) les programmes courts humoristiques Les Roubles ou La Vie et Le Coaching des Ratés, diffusés sur C8[source secondaire souhaitée].
En 2012, des personnalités se retrouvent piégées avec sa nouvelle production « Le Compte à Re-Bourg » dans le magazine Entrevue où Olivier Bourg traque et teste les people dans les rues de Paris jusqu'à les faire craquer. Il fait notamment le buzz en piégeant les animateurs de radio et télé Jean-Marc Morandini, Nikos Aliagas, Laurent Ruquier, Michel Drucker, Cyril Hanouna, le médecin, chirurgien et animateur télé Michel Cymès, l'acteur Gérard Jugnot, le commentateur sportif Nelson Monfort à Roland-Garros, le cuisinier Cyril Lignac et le joueur de Football Samir Nasri. Ce dernier piège est traduit en anglais et fait le buzz dans le monde entier car il est publié et diffusé dans le journal quotidien britannique The Daily Mirror et Daily Express ainsi qu'à la télévision aux États-Unis.
En 2014, Olivier Bourg réalise « La Caméra (Mal) Cachée » dans le magazine Voici où cette fois-ci il s'amuse avec les people toujours dans les rues de Paris. Avec la polémique des quenelles de Dieudonné, il se fait passer pour un fabricant de cette fameuse recette de cuisine pour sauver son image auprès du chanteur Marc Lavoine et de l'animateur radio Philippe Bouvard. Il se déguise également en un faux paparazzi pour piéger l'actrice Josiane Balasko, en cireur de pompes pour piéger Geneviéve de Fontenay, en vendeur de cigarettes électroniques pour piéger Muriel Robin, Yvan Le Bolloc'h et Laurent Baffie, en vendeur de roses pour soutenir l'ex-compagne de François Hollande Valérie trierweiler auprès des acteurs Didier Bourdon, Guillaume Galienne, du réalisateur Roman Polanski, et de la journaliste Isabelle Morini-Bosc. Voulant récolter les cheveux des stars, il sera à deux doigts de se faire casser la gueule par le navigateur Olivier de Kersauson.

## Spectacle
Après avoir interprété un sketch au festival d'humour de l'espace Beaujon en avril 2011 à Paris, Olivier Bourg est repéré par le célèbre découvreur de talents Gérard Sibelle qui décide de le mettre et scène et de produire son premier spectacle.

## Communication
En 2017, il décide de revenir en France dans sa région natale[réf. souhaitée] pour devenir conseiller en communication et buzz marketing chez NRJ Global Régions[réf. nécessaire] pour les radios NRJ, Chérie FM et Nostalgie dans la vallée du Rhône.

## Mini Pétanque Party
En 2020, Olivier Bourg, "professeur" boulistique et directeur de l’UPS (Université de Pétanque de Salon de Marseille) invente la pétanque de table qui est un véritable remède psychologique pour le confinement à la maison. Ce nouveau jeu demande peu d’espace et permet à tout le monde de se distraire, partout et par tous les temps, même sans grande condition physique !